# Bicarbonat de potasiu
Bicarbonatul de potasiu este un compus anorganic cu formula chimică KHCO3, fiind format dintr-un anion bicarbonat și un cation de potasiu. Este un compus solid alb.

## Obținere
Bicarbonatul de potasiu este obținut în urma reacției dintre carbonat de potasiu (în soluție apoasă) și dioxid de carbon:
{\displaystyle {\ce {K2CO3 + CO2 + H2O -> 2 KHCO3}}}

## Proprietăți
Bicarbonatul de potasiu se descompune la temperaturi între 100 și 120 °C în carbonat de potasiu, dioxid de carbon și apă:
{\displaystyle {\ce {2 KHCO3 -> K2CO3 + CO2 + H2O}}}